# حقل الدهناء
حقل الدهناء هو حقل غاز طبيعي، سعودي على بعد 230 كيلومترا جنوب غرب مدينة الظهران، في شرق السعودية، أُعلنَ عن اكتشافه يوم 30 نوفمبر سنة 2022، وذكر الأمير عبد العزيز بن سلمان وزير الطاقة السعودي أن اكتشاف الحقل أُعلنَ بعد تدفق الغاز من بئر الدهناء-4 بمعدل 8.1 مليون قدم مكعبة قياسية في اليوم، وتدفق الغاز من البئر الدهناء-370100 بمعدل 17.5 مليون قدم مكعبة قياسية في اليوم و362 برميلاً من المكثفات.